# Yra
Yra fue una historieta vampírica erótica italiana escrita por Rubino Ventura y dibujada por Leone Frollo; su primera edición fue en 1980. Junto a Jacula, Zora, Sukia y Lucifera, fue uno de los cómics eróticos con contenido explícito de relativo éxito en el mercado italiano de la década de 1980. Fue editada por Edifumetto hasta fines de 1981, con un total de 12 entregas. En España fue publicada por Ediciones Zinco.